# Арекет
Арекет (с крымскотат. — «Движение») — крымскотатарская газета, информационный вестник НДКТ, выпускавшаяся в Крыму в период репатриации крымских татар с 1991 года.

## История
История газеты «Арекет» неразрывно связана с возвращением крымских татар на родину, а также проведённой с 5 октября по 7 октября 1991 года в Джанкое представителей Всесоюзной Встречи Национального Движения Крымских Татар (НДКТ), в которой приняли участие 107 представителей из Крыма, Краснодарского края, Херсонской области, Узбекистана, Таджикистана и Кыргызстана. Известно, что первый выпуск состоялся 19 октября 1991 года, а незадолго до этого вышел вестник НДКТ в качестве приложения к газете «Трудовая слава» Нижнегорского района тиражом 2000 экземпляров. 
В первом номере Слове к читателю было сказано, что газета «Начинает выпускаться в соответствии с настоятельной рекомендацией и поручением Всесоюзной Встречи представителей Национального движения крымских татар Информационной рабочей группе НДКТ наладить периодическое издание, через которое давать систематическое правдивое изложение того, что происходит в национальном вопросе крымских татар».
Первым главным редактором был Юрий Османов. После его убийства в 1993 году эту должность занял Васви Абдураимов.
Газета была посвящена проблемам реабилитации крымскотатарского народа при возвращении их на историческую родину. Вместе с тем в газете печаталась критика действий Меджлиса крымскотатарского народа, основанных на пантюркизме, экстремизме, исламизме и русофобии.
В 2000-е годы местом издания газеты указывалось село Чистенькое, в 2010 - г. Симферополь, ул. Берекет, д.17. Подборка номеров газеты за 1992-2013 годы хранится в фондах Государственной публичной исторической библиотеки России. 
В газете публиковалась большая часть основных материалов НДКТ с момента создания, в том числе и творческое наследия Юрия Османова.